# Lijst van violisten
Dit is een overzicht van violisten, bespelers van het muziekinstrument viool, met een eigen artikel op Wikipedia.

## Geboren in de 17e eeuw (tevens componisten)
- Tomaso Albinoni (1671–1751)
- Johann Sebastian Bach (1685–1750)
- Heinrich von Biber (1644–1704)
- Pietro Castrucci (1679-1752)
- Arcangelo Corelli (1653–1713)
- Charles Dieupart (circa 1670 (na 1667) – circa 1740)
- Francesco Geminiani (1687–1762)
- Jean-Marie Leclair (1697–1764)
- Pietro Locatelli (1684–1762)
- Francesco Manfredini (1684–1762)
- Michele Mascitti (1663–1760)
- Johann Georg Pisendel (1687–1755)
- Giovanni Battista Somis (1686–1763)
- Giuseppe Tartini (1692–1770)
- Carlo Tessarini (1690–1765)
- Giuseppe Torelli (1658–1709)
- Francesco Venturini (1675–1745)
- Francesco Maria Veracini (1690–1768)
- Antonio Vivaldi (1678–1741)
- Giovanni Battista Vitali (1632–1692)
- Tomaso Antonio Vitali (1663–1745)
- Johann Jakob Walther (1650–1717)

## Geboren in de 18e eeuw
- Pierre Baillot (1771–1842)
- Ludwig van Beethoven (1770–1827)
- Franz Benda (1709–1786)
- Bartolomeo Campagnoli (1751–1827)
- Christian Cannabich (1731–1798)
- Pierre Gaviniès (1728–1800)
- Johann Gottlieb Graun (1703–1771)
- Albertus Groneman (1711–1778)
- François-Antoine Habeneck (1781–1849)
- Pieter Hellendaal (1721–1791)
- Rudolphe Kreutzer (1766–1831)
- Antonio Lolli (1730–1802)
- Leopold Mozart (1719–1787)
- Pietro Nardini (1722–1793)
- Niccolò Paganini (1782–1840)
- Gaetano Pugnani (1731–1798)
- Pierre Rode (1774–1830)
- Anton Stamitz (1750–1796)
- Carl Stamitz (1745–1801)
- Johann Stamitz (1717–1757)
- Giovanni Battista Viotti (1755–1824)

## Geboren in de 19e eeuw
- Laurent Angenot (1873–1949)
- Arve Arvesen (1869–1951)
- Leopold Auer (1850–1930)
- Oskar Back (1879–1963)
- Charles Auguste de Bériot (1802–1870)
- Jan Bresser (1899–1973)
- Ole Bull (1810–1880)
- Mathieu Crickboom (1871–1947)
- Jan Damen (1898–1957)
- Ferdinand David (1810–1873)
- Godfried Devreese (1893–1962)
- Meijer Drukker (1863–1943)
- František Drdla (1868–1944)
- George Enescu (1881–1955)
- Carl Flesch (1873–1944)
- Nell Galvin (1887–1961)
- Karl Goldmark (1830–1915)
- Bronisław Huberman (1882–1947)
- Joseph Joachim (1831–1907)
- Fritz Kreisler (1875–1962)
- Jan Kubelík (1880–1940)
- Hubert Léonard (1819–1890)
- Tata Mirando (1895–1967)
- Max Mossel (1871–1929)
- Adolf Simon (1824–1898)
- Josef Suk (1874–1935)
- Shinichi Suzuki (1898–1998)
- Jacques Thibaud (1880–1953)
- César Thomson (1857–1931)
- Felice Togni (1871–1929)
- Berthold Tours (1838–1897)
- Henri Vieuxtemps (1820–1881)
- Henryk Wieniawski (1835–1880)
- Martinus Wolters (1864–1938)
- Eugène Ysaÿe (1858–1931)

## Geboren tussen 1900 en 1949
- Benny Behr (1911–1995)
- Vera Beths (1946)
- Michail Bezverchni (1947)
- Lola Bobesco (1923–2003)
- Dick Bor (1944–2007)
- Willi Boskovsky (1909–1991)
- Norbert Brainin (1923–2005)
- David Cross (1949)
- Rivka Golani (1946)
- Stéphane Grappelli (1908–1997)
- Arthur Grumiaux (1921–1986)
- Jascha Heifetz (1901–1987)
- Philipp Hirshhorn (1946–1996)
- Toki Horváth (1920–1971)
- Jo Juda (1909–1985)
- Seán Keane (1946–2023)
- Nap de Klijn (1909–1979)
- Leonid Kogan (1924–1982)
- Herman Krebbers (1923–2018)
- Gidon Kremer (1948)
- Sigiswald Kuijken (1944)
- Rainer Kussmaul (1946–2017)
- Viktor Liberman (1931–1999)
- Yehudi Menuhin (1916–1999)
- Nathan Milstein (1903–1992)
- Carlo Van Neste (1914–1992)
- Ginette Neveu (1919–1949)
- Willem Noske (1918–1995)
- Sem Nijveen (1912–1995)
- David Oistrach (1908–1974)
- Igor Oistrach (1931–2021)
- Theo Olof (1924–2012)
- Itzhak Perlman (1945)
- Jean-Luc Ponty (1942)
- André Rieu (1949)
- Joachim Röntgen (1906–1989)
- John Sheahan (1939)
- Isaac Stern (1920–2001)
- Zoltán Székely (1903–2001)
- Henryk Szeryng (1918–1988)
- Herman van Veen (1945)
- Emmy Verhey (1949)
- Zino Vinnikov (1943)
- Jaring Walta (1941–2020)
- Davina van Wely (1922–2004)
- Coosje Wijzenbeek (1948–2021)
- Helmut Zacharias (1920–2002)
- Pinchas Zukerman (1948)

## Geboren tussen 1950 en 1999
- Emilie Autumn (1979)
- Andrej Baranov (1986)
- Liza Batiasjvili (1979)
- Joshua Bell (1967)
- Cecilia Bernardini (1984)
- Birthe Blom (1982)
- Christiaan Bor (1950)
- Emma Breedveld (1974)
- Karina Canellakis (1981)
- Renaud Capuçon (1976)
- Sarah Chang (1980)
- Sergej Chatsjatrjan (1985)
- Ray Chen (1989)
- Emmanuel Coppey (1999)
- Sharon Corr (1970)
- Hawijch Elders (1998)
- Vesko Eschkenazy (1970)
- Liza Ferschtman (1979)
- Julia Fischer (1983)
- Vilde Frang (1986)
- David Garrett (1980)
- Lorenzo Gatto (1986)
- Reinhard Goebel (1952)
- Philippe Graffin (1964)
- Jeroen de Groot (1961)
- Hilary Hahn (1980)
- Yossif Ivanov (1986)
- Lisa Jacobs (1985)
- Janine Jansen (1978)
- Eddie Jobson (1955)
- Cécile Huijnen
- Nigel Kennedy (1956)
- Isabelle van Keulen (1966)
- Mayu Kishima (1986)
- Rudolf Koelman (1959)
- Patricia Kopatchinskaja (1977)
- Simone Lamsma (1985)
- Johannes Leertouwer (1959)
- Vanessa-Mae (1978)
- Midori (1971)
- Maria Milstein (1985)
- Shlomo Mintz (1957)
- Viktoria Mullova (1959)
- Anne-Sophie Mutter (1963)
- Máiréad Nesbitt (1979)
- Rosanne Philippens (1986)
- Liviu Prunaru (1969)
- Vadim Repin (1971)
- Daniel Rowland (1972)
- Alexander Rybak (1986)
- Frederieke Saeijs (1979)
- Marijn Simons (1982)
- Baiba Skride (1981)
- Lisanne Soeterbroek (1984)
- Svenja Staats (1996)
- Adriaan Stoet (1965)
- Mirjam Tschopp (1976)
- Maxim Vengerov (1974)
- Hans Vermeersch (1957)
- Amarins Wierdsma (1991)
- Frank Peter Zimmermann (1965)
- Nikolaj Znaider (1975)
- Jaap van Zweden (1960)

## Geboren vanaf 2000
- Elewout Acke
- Marjolein Acke
- Luna van Leeuwen (2003)
- Noa Wildschut (2001)